# Muhammad Yunus
Pour les articles homonymes, voir Yunus.
Muhammad Yunus (en bengali : মুহাম্মদ ইউনুস), né le 28 juin 1940 à Chittagong, est un économiste, entrepreneur et homme d'État bangladais.
Il est connu pour avoir fondé, en 1976, la première institution de microcrédit, la Grameen Bank. Surnommé le « banquier des pauvres », il reçoit le prix Nobel de la paix en 2006.
Le 8 août 2024, Yunus est nommé chef du gouvernement intérimaire du Bangladesh en tant que conseiller principal, par le président bangladais Mohammad Shahabuddin, conformément aux demandes des étudiants après la démission de l'ancienne Première ministre Sheikh Hasina, en raison des manifestations antigouvernementales.

## Enfance et famille
Issu d'une famille relativement pauvre, troisième enfant d'une famille de quatorze enfants, dont cinq sont morts en bas âge, Muhammad Yunus nait le 28 juin 1940 dans le village de Bathua, Hathazari, dans le district de Chittagong, Bangladesh. Il passe les premières années dans son village natal puis sa famille s'installe en 1947 à Chittagong, la seconde ville du Bangladesh, où son père, Hazi Dula Mia Shoudagar, tient une bijouterie. Dans son autobiographie, Yunus présente son père comme un musulman pieux, soucieux de mener une existence sobre sur le plan matériel. Il souligne également l'ouverture de ses parents à l'égard du monde occidental.
Yunus se marie une première fois aux États-Unis en 1971, avec une jeune Américaine d'origine russe, Vera Forostenko, qu'il rencontre à l'université Vanderbilt où il valide un doctorat en économie. Ils eurent en 1977 une fille, Monica Yunus, qui est soprano à New York. Il divorce et se remarie en 1980 avec Afrozi Yunus, une professeur de physique de l'université de Jahangirnagar (en), avec qui il a eu sa seconde fille, Dina Yunus.

## Formation
Yunus étudie les premières années dans l'école de son village natal puis à l'école primaire Lamabazar et au Chittagong Collegiate School. Yunus fait son premier voyage à l'âge de treize ans grâce aux boyscouts. Il se rend au Pakistan occidental pour une rencontre nationale de boyscouts, le Jamboree Boy Scout national. À l'occasion d'une rencontre internationale, le Jamboree scout mondial de 1955, qui se tient au Canada, il en profite pour visiter l'Europe et le Moyen-Orient. C’est ainsi que le jeune homme parcourt l’Inde, l’Amérique du Nord, l’Europe, se rend au Japon et aux Philippines à l'occasion de ces grands rassemblements internationaux.
En 1957, il s'inscrit en économie à l'université de Dacca et obtient sa licence en 1960 et sa maîtrise l'année suivante. Une fois ces diplômes en poche, il devient enseignant en économie au Chittagong College. À 21 ans, il se fait entrepreneur, en mettant sur pied la première usine high-tech d’emballage et d’impression du Pakistan oriental. L’affaire est une réussite. La banque d'État Industrial Bank propose à Yunus un très gros prêt (10 millions de takas) mais en 1965 Yunus préfère en abandonner la gestion à ses jeunes frères pour partir préparer un doctorat aux États-Unis, grâce à une bourse Fulbright. Après une maîtrise à l’université du Colorado, Yunus s’inscrit en thèse à l’université Vanderbilt, sous la direction de Nicholas Georgescu-Roegen, économiste roumain, connu aujourd’hui notamment pour ses recherches sur le thème de la « décroissance soutenable ». Une fois docteur en économie, Yunus obtient un poste à l’université d'État de Middle Tennessee.

## L'indépendance du Bangladesh
En 1971, la guerre de libération du Bangladesh éclate. Yunus décide de soutenir les indépendantistes. Il participe à plusieurs groupes locaux en faveur de l'indépendance en réunissant des fonds et menant une campagne dans les médias. Il publie aussi un journal nommé Bangladesh Newsletter. Avec d'autres Bangladais résidant aux États-Unis, il crée le Bangladesh Citizen's Committee (« comité citoyen du Bangladesh »). Puis ils créent le centre d'information sur le Bangladesh à New York. Par la suite, Yunus aide des officiers bangladais travaillant à l'ambassade du Pakistan aux États-Unis à s'échapper de l'ambassade. Il fut aussi un membre actif de la Bangladesh Defence League (« Ligue de défense du Bangladesh ») créé par Fazlur Khan dans le but d'envoyer des armes et des munitions aux « Mukti bahini » (combattants pour la liberté). Finalement, lorsque l'indépendance du Bangladesh est proclamée en décembre 1971, il décide d'abandonner son poste de professeur d'université et rentre chez lui en juin 1972, pour mettre ses compétences au service de son « nouveau » pays.

## La Grameen Bank

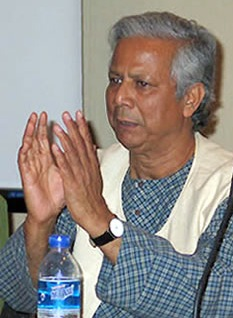
Muhammad Yunus, le fondateur de la Grameen Bank.

### Création et principes
Après avoir occupé le poste de sous-directeur à la Commission du plan du gouvernement, où il se sent totalement inutile, il devient responsable du département d’économie de l’université de Chittagong (en), construite en milieu rural. Selon ses propres mots, « une terrible famine frappait le pays, et j'ai été saisi de vertige en voyant que toutes les théories que j'enseignais n'empêchaient pas les gens de mourir autour de moi ». Il décide alors de s’intéresser au mode de vie misérable des villageois vivant à proximité de l’université.
Avec des étudiants, il crée un groupe de « recherche-action », dont les premiers travaux porteront surtout sur des questions agronomiques (implantation de nouvelles espèces de riz, notamment). Ce n'est que dans un second temps que Yunus en vient à penser qu'une grande partie des problèmes rencontrés par les paysans pauvres de Jobra (le village voisin de l'Université de Chittagong) tiennent à leurs difficultés d'accès à des capitaux. Leurs terres sont généralement si petites qu'elles ne peuvent constituer une garantie pour les banques. Restent les usuriers locaux, dont les prêts sont offerts à des taux d'intérêt (plus de 20 % par mois) qui bien souvent achèvent de précipiter les emprunteurs dans la misère. C'est ainsi que le jeune professeur d'économie en vient à proposer un premier « micro-prêt » (quelques dollars) à quelques dizaines d'habitants du village, en utilisant son propre argent. L'effet de ces prêts au montant dérisoire s'avère rapidement très positif sur la situation matérielle des bénéficiaires. En outre, ces derniers remboursent sans difficulté leur bailleur de fonds.
Après avoir tenté d'impliquer une banque commerciale dans le lancement d'un premier programme de micro-crédit, Yunus décide de créer son propre programme. Celui-ci est officiellement mis en place en 1977, sous le nom de « Grameen » (grameen signifie village). C’est un succès immédiat, au Bangladesh tout d’abord, où la « Grameen » obtiendra le statut d’établissement bancaire en 1983, puis dans d’autres pays où le « modèle » s’exporte à partir de 1989. En 2009, près de 130 millions de personnes dans le monde bénéficiaient directement ou non de micro-crédits. La banque Grameen a par ailleurs considérablement diversifié ses activités depuis (industrie textile, téléphonie, production d'électricité par énergie solaire, etc.).
La philosophie du soutien à l'économie informelle à travers le succès de la Grameen Bank pourrait se réduire à cette conviction évoquée dans un entretien au journal Le Monde du 25 avril 2008 : « Tout le monde espère gagner de l'argent en faisant des affaires. Mais l'homme peut réaliser tellement d'autres choses en faisant des affaires. Pourquoi ne pourrait-on pas se donner des objectifs sociaux, écologiques, humanistes ? C'est ce que nous avons fait. Le problème central du capitalisme « unidimensionnel » est qu'il ne laisse place qu'à une seule manière de faire : rentrer des profits immédiats. Pourquoi n'intègre-t-on pas la dimension sociale dans la théorie économique ? Pourquoi ne pas construire des entreprises ayant pour objectif de payer décemment leurs salariés et d'améliorer la situation sociale plutôt que chercher à ce que dirigeants et actionnaires réalisent des bénéfices ? »

### Accusations du gouvernement
Début 2011, M. Yunus est concerné par une série d'attaques issues du gouvernement bangladais. Il comparait en justice après le dépôt d'une plainte par la municipalité de Dacca qui affirme que le yaourt Shakti Doi produit par la Grameen Danone Foods n'est pas bon pour la santé. Il comparait en justice après une plainte en diffamation déposée contre lui en 2007 pour des propos tenus sur la politique au Bangladesh. Il est aussi visé par une enquête réclamée par le gouvernement concernant les pratiques financières au sein de la Grameen Bank, qui, selon une émission de télévision norvégienne parue en décembre 2010, aurait détourné entre 1996 et 1998 près de 100 millions de dollars d’aides perçues, au bénéfice d’une autre société, la Grameen Kalyan, sans lien avec le microcrédit. En décembre 2010, la Première ministre bangladaise Sheikh Hasina accuse le prix Nobel de traiter la Grameen Bank comme sa propriété personnelle et affirme que la banque « suce le sang des pauvres ».
En février 2011, plus de 50 organisations caritatives et de nombreuses personnalités publiques, telles que James Wolfensohn, Jagdish Sharan Verma et Yeardley Smith viennent au secours de Muhammad Yunus et de la Grameen Bank, qu'elles estiment être victimes d'une campagne de désinformation,. Le 2 mars 2011, il a été exclu avec effet immédiat de la Grameen Bank. Un article du Comité pour l'annulation de la dette du tiers monde (CADTM) accuse l'entreprise de Muhammad Yunus de pratiques ambigües, voire de cynisme.
Le 1er janvier 2024, Muhammad Yunus est reconnu coupable de ne pas avoir engagé de manière permanente 67 employés de la compagnie Grameen Telecom, et d’avoir omis plusieurs avantages sociaux à ses employés. Il est condamné à six mois de prison il est néanmoins libéré sous caution et fait appel de cette décision de justice. Il est relaxé en appel le 6 août.

## Conseiller principal du Bangladesh
Le 5 août 2024, dans le contexte des manifestations de 2024 au Bangladesh, la Première ministre, Sheikh Hasina, s'enfuit en Inde avec un hélicoptère militaire et démissionne. Alors que la résidence de Hasina est prise d'assaut par les manifestants, le chef de l'armée Waker-uz-Zaman annonce la formation d'un gouvernement avec l'opposition excluant le parti au pouvoir,.
Les représentants des manifestants appellent à nommer l'opposant et prix Nobel de la paix, Muhammad Yunus, comme Premier ministre. Le 6 août, le président de la République, Mohammad Shahabuddin, dissout le Parlement et nomme Yunus conseiller principal du Bangladesh pour diriger le gouvernement après des discussions avec l'armée et le mouvement. Yunus annonce des élections dans trois mois. Le 8 août, après son retour au pays, Muhammad Yunus prête serment, comme chef du gouvernement intérimaire du Bangladesh. Il forme son gouvernement le jour même.
Les portefeuilles sont attribués le lendemain. Yunus obtient vingt-cinq portefeuilles, auxquels il peut nommer d'autres titulaires. Il dirige ainsi le ministère de la Défense, le ministère de l'Éducation, le ministère des Transports routiers et des Ponts, le ministère de l'Alimentation, le ministère du Logement et des Travaux publics, le ministère de l'Agriculture, le ministère de la Science et de la Technologie, le ministère des Chemins de fer, le ministère de l'Administration publique, le ministère de l'Énergie, le ministère de l'Électricité et des Ressources minérales, le ministère de la Marine marchande, le ministère des Ressources en eau, le ministère des Affaires féminines et infantiles, le ministère des Secours et de la Gestion des catastrophes, le ministère de l'Information et de la Radiodiffusion, le ministère de la Protection des expatriés et de l'Emploi à l'étranger, le ministère du Commerce, le ministère du Travail et de l'Emploi, le ministère des Affaires culturelles, le ministère de l'Aviation civile et du Tourisme, le ministère des Affaires de la guerre de libération, le ministère des Affaires des collines, le ministère de l'Éducation primaire, le ministère des Terres et le ministère des Textiles.

## Distinctions
Yunus a reçu de nombreuses récompenses,, dont la plus importante distinction du Bangladesh, Independence Day Award et le prix Nobel de la paix. Muhammad Yunus a eu le très rare privilège d’être nommé à la fois pour le « Nobel » d’économie et le prix Nobel de la paix en 2005 avant d'obtenir finalement, conjointement avec la Grameen Bank, le prix Nobel de la paix le 13 octobre 2006 pour « leurs efforts pour promouvoir le développement économique et social à partir de la base ». Yunus a déclaré qu'il utilisera la récompense d'1,1 million d'euros en ouvrant un hôpital ophtalmologique, une usine de traitement de l'eau ainsi qu'à financer une société d'agroalimentaire en partenariat avec Danone. Cela sera mis en œuvre avec la création d'une coentreprise, la Grameen Danone Foods, reposant sur un modèle d'entrepreneuriat social ou « social business ».
Yunus a également reçu de nombreux titres honorifiques,. Il a reçu le titre de docteur honoris causa de l'université catholique de Louvain (UCL) le 2 février 2003, de HEC Paris le 12 octobre 2005 et de l'université de Mons le 18 octobre 2010.
Il fait partie en 2007 du groupe des Global Elders (anglais signifiant les anciens, ou sages, universels), créé par Nelson Mandela afin de promouvoir la paix et les droits de l'Homme dans le monde. Il est également membre d'honneur du club de Budapest, dont il a reçu, en 1997 le prix Conscience planétaire.
Muhammad Yunus est également membre du comité d'honneur de la fondation Chirac, lancée en 2008 par l'ancien chef de l’État français Jacques Chirac pour agir en faveur de la paix dans le monde.
Depuis juillet 2024, une place de Paris porte son nom.

### Récompenses
- 1978 : prix du président de la république, Bangladesh
- 1984 : prix Ramon Magsaysay, Philippines
- 1985 :
  - Prix de la Banque du Bangladesh, Bangladesh
  - Shwadhinota Dibosh Puroshkar (prix de l'Anniversaire de l'indépendance), Bangladesh
- 1989 : prix Aga Khan en architecture, Suisse
- 1993 :
  - Prix Mohamed Shabdeen pour la science, Socio-Economic, Sri Lanka
  - Prix humanitaire CARE
- 1994 : World Food Prize, États-Unis
- 1995 : Max Schmidheiny Freedom Price
- 1996 : Simon Bolivar Prize, Vénézuela
- 1997 : prix de l'homme de paix, Italie
- 1998 :
  - Prix Princesse des Asturies de la Concorde, Espagne
  - Prix Ozaki (Gakudo), Japon
  - Prix Indira Gandhi, Inde
  - Prix de la paix de la ville de Sydney, Australie
- 1999 :
  - Rotary Award for World Understanding, États-Unis
  - Golden Pegasus Award, Italie
  - Roma Award for Peace and Humanitarian Action, Italie
- 2000 : King Hussein Humanitarian Leadership Award, Jordanie
- 2001 :
  - Prix pour la coopération internationale de Caja de Granada, Espagne
  - Prix pour l'aide internationale « NAVARRA », Espagne
  - Grand prix du prix de la culture asiatique de la ville de Fukuoka, Japon
- 2002 : prix Mahatma Gandhi, États-Unis
- 2003 : prix de l'environnement Volvo, Suède
- 2004 :
  - Prix de la ville d'Orvieto, Italie
  - Prix du Nikkei Asie, Japon
  - Prix de l'économiste pour l'innovation sociale et économique, États-Unis
- 2006 : prix Nobel de la paix

### Doctorats honoris causa
- 1992 : université d'East Anglia, Royaume-Uni
- 1993 : Oberlin College, États-Unis
- 1995 : université de Toronto, Canada.
- 1996 :
  - Haverford College, États-Unis
  - Université de Warwick, Royaume-Uni
- 1997 : université Saint Xavier[Où ?], États-Unis
- 1998 :
  - University of the South, Tennessee, États-Unis
  - Katholieke Universiteit Leuven, Belgique
  - Université Yale, États-Unis
  - Université Brigham Young, États-Unis
  - Université de Sydney, Australie
- 2000 :
  - Université de technologie du Queensland, Brisbane, Australie
  - Université de Turin, Italie
- 2002 : université Colgate, Hamilton, États-Unis
- 2003 :
  - université catholique de Louvain, Belgique
  - Universitad nacional de Cuyo, Argentine
  - Université du Natal, Afrique du Sud
- 2004 :
  - Bidhan Chandra Krishi Viswayvidyalaya (en), Inde
  - Asian Institute of Technology, Thaïlande
  - Université de Florence, Italie
  - Université de Bologne, Italie
  - Université complutense de Madrid, Espagne